# Daantje Idelenburg
Daantje Idelenburg is een  Nederlandse actrice en schrijfster.

## Levensloop
In 2013 maakte Idelenburg haar acteerdebuut in de serie SpangaS in de kleine rol van Mathilde. Later, in 2014, speelde ze een andere bijrol in dezelfde serie, Tara.
Van 2014-2017 speelde zij de rol van Noortje Kramer in de SBS6-dramaserie Celblok H.
In 2015 was zij in de boekverfilming De reünie te zien als Isabel.
Idelenburg studeerde in 2018 cum laude af aan de toneelopleiding van het Conservatorium van Antwerpen.
Sinds 2020 maakt ze deel uit van het collectief Herman dat in 2023 verder ging onder de naam: Kin Collective.
Sinds 2023 maakt ze tevens deel uit van theatergroep: Playback
Als auteur schreef Idelenburg de volgende teksten:
- de Vos de Raaf en het Meisje i.o.v. de Muzieksmederij
- Dwaalhuis i.o.v. Holland Opera
- Brieven aan Mondriaan i.o.v. Mondriaanhuis
- Levenslang i.o.v. Kasko muziektheater
- Het meisje zonder handen i.o.v. Klang Ensemble